# Бољевци
Бољевци (слч. Boľovce) су насеље у градској општини Сурчин у граду Београду. Према попису из 2022. било је 3781 становника.
Овде се налази ОШ „Бранко Радичевић” Сурчин.

## Географске одлике
Налазе се на левој обали реке Саве око 40 km узводно од Београда, односно 28,9 километара локалним путем. Насеље припада општини Сурчин односно граду Београду.
У њему живи 4094 становника од чега је око 28% припадника словачке националне мањине. Бољевци су са градом повезани линијом 605 ГСП, која саобраћа од Прогара до насеља Блок 45,линијом 904, која саобраћа од Обреновца до Сурчина и новом линијом 860и, која саобраћа од Индустријске зоне Барич до Савског трга.
У Бољевцима постоје два Културно-уметничка друштва, „Бранко Радичевић“ и Сладкович", као и једино аматерско позориште у општини Сурчин — "БАГ Театар". Некада су Бољевци представљали веома важну саобраћајно, економско културну локацију. Насеље је захваљујући лошем односу општине Сурчин у протеклих неколико деценија запуштено. Није изграђен водовод, лоши су путеви, телекомуникације.
Бољевчани су добили одвајањем од општине Земун. Једна од великих перспектива је изградња моста на Сави код обреновачке Т. Е. „Никола Тесла“ која ће насељу вратити изгубљену саобраћајну важност и утицати на његов даљи развој. У последњих 5 година општине Сурчин изграђен је водовод и гасовод са оптичким каблом, направљена је најмодернија фискултурна сала у дворишту ОШ Бранко Радичевић (на соларну енергију), асфалтиране су споредне улице, изграђено наутичко село „Бисер” у коме бораве домаћи и страни гости, рестауриран Дом културе, обновљени спортски терени, урађен нови мокри чвор и кров у ОШ Бранко Радичевић итд.

## Туризам
Током сеоске славе се већ годинама одржава манифестација Срем у Бољевцима током које се одржава и Страшилијада. Градска општина Сурчин придаје значај развоју туризма. Бољевци су препознати као простор са великим потенцијалом за развој туризма, па је у протеклих неколико година уложено доста у изградњу првог наутичког села у Србији „Бисер“ и популаризацију туризма на овим просторима, чему сведоче запажени наступи општине на сајмовима туризма. Неке од занимљивости које посетиоцима пружају Бољевчани су: Стајкова етно кућа, терене за спортски лов и риболов, рекреацију на реци Сави и различите културне садржаје који се редовно организују.

## Историја
Бољевци се убрајају у насеља са дугом историјом насељености (од неолита до данас). На овим просторима је ловио човек још на преласку из старијег у млађе камено доба, али се сматра се да су припадници винчанске културе најстарији житељи овог насеља. У атару села су пронађени предмети из бронзаног и гвозденог доба, али доласком Келта и мешањем са староседеоцима, образује се племе Скордисци. Римска освајања овим просторима доносе нове облике културе, а са пропашћу царства овде се смењују византијска, бугарска и угарска власт. У средњем веку овде је био значајан прелаз преко Саве до ког се стизало са Цариградског и са Сребреничког друма. Заједно са Београдом 1521. године село је потпало под турску власт.
Под данашњим именом насеље се помиње 1702. године, а први писани документ датира из 1716. године. Православни храм је посвећен Св. Петки и изграђена је у периоду од 1797. до 1800. године. Сеоска слава је Велика Госпојина (28. август).
У првој половини XIX века овај простор, поред Срба, насељавају и Словаци. Као привремено решење 1900. године је подигнут молитвени дом, са дрвеном звоницом по страни. Године 1908. евангелистичка црквена општина се осамостаљује, а крајем XIX века је на изграђена и црква. Овде се налази Црква преподобне мати Параскеве у Бољевцима.
Први записи о школи у месту се јављају крајем XVIII века, а данас школа носи име "Бранко Радичевић", јер је деда великог песника живео у Бољевцима. Овде се налази Споменик у Бољевцима палим жртвама народноослободилачког рата.
Овде су рођени браћа Стојан Симић и Алекса Симић.

## Демографија
У насељу Бољевци живи 3247 пунолетних становника, а просечна старост становништва износи 39,5 година (38,7 код мушкараца и 40,3 код жена). У насељу има 1469 домаћинство, 238 домаћинства више него 2002. када је вршен последњи попис, а просечан број чланова по домаћинству је 2,83, 0,46 мање него 2002. године.
Ово насеље је углавном насељено Србима (према попису из 2002. године).
|  |

| Демографија | Демографија | Демографија |
| Година      | Становника  | Становника  |
| ----------- | ----------- | ----------- |
| 1948.       | 3.356       |             |
| 1953.       | 3.648       |             |
| 1961.       | 3.855       |             |
| 1971.       | 4.011       |             |
| 1981.       | 3.990       |             |
| 1991.       | 4.284       | 4.061       |
| 2002.       | 4.056       | 4.169       |
| 2011.       | 4.094       |             |
| 2022.       | 3.781       |             |

| Етнички састав према попису из 2002.‍ | Етнички састав према попису из 2002.‍ | Етнички састав према попису из 2002.‍ | Етнички састав према попису из 2002.‍ | Етнички састав према попису из 2002.‍ |
| ------------------------------------ | ------------------------------------ | ------------------------------------ | ------------------------------------ | ------------------------------------ |
|                                      |                                      |                                      |                                      |                                      |
| Срби                                 | Срби                                 |                                      | 2.653                                | 65,40%                               |
| Словаци                              | Словаци                              |                                      | 1.132                                | 27,90%                               |
| Југословени                          | Југословени                          |                                      | 40                                   | 0,98%                                |
| Хрвати                               | Хрвати                               |                                      | 16                                   | 0,39%                                |
| Роми                                 | Роми                                 |                                      | 12                                   | 0,29%                                |
| Црногорци                            | Црногорци                            |                                      | 9                                    | 0,22%                                |
| Мађари                               | Мађари                               |                                      | 9                                    | 0,22%                                |
| Немци                                | Немци                                |                                      | 5                                    | 0,12%                                |
| Македонци                            | Македонци                            |                                      | 4                                    | 0,09%                                |
| Словенци                             | Словенци                             |                                      | 3                                    | 0,07%                                |
| Муслимани                            | Муслимани                            |                                      | 2                                    | 0,04%                                |
| Руси                                 | Руси                                 |                                      | 1                                    | 0,02%                                |
| непознато                            | непознато                            |                                      | 35                                   | 0,86%                                |

| Година пописа     | 1948. | 1953. | 1961. | 1971. | 1981. | 1991. | 2002. |
| ----------------- | ----- | ----- | ----- | ----- | ----- | ----- | ----- |
| Број домаћинстава | 766   | 884   | 1.003 | 1.090 | 1.179 | 1.240 | 1.231 |

| Број чланова      | 1   | 2   | 3   | 4   | 5   | 6  | 7  | 8 | 9 | 10 и више | Просек |
| ----------------- | --- | --- | --- | --- | --- | -- | -- | - | - | --------- | ------ |
| Број домаћинстава | 180 | 266 | 242 | 271 | 146 | 95 | 23 | 3 | 3 | 2         | 3,29   |

| Пол    | Укупно | Неожењен/Неудата | Ожењен/Удата | Удовац/Удовица | Разведен/Разведена | Непознато |
| ------ | ------ | ---------------- | ------------ | -------------- | ------------------ | --------- |
| Мушки  | 1.693  | 526              | 1.028        | 78             | 59                 | 2         |
| Женски | 1.733  | 347              | 1.039        | 295            | 47                 | 5         |
| УКУПНО | 3.426  | 873              | 2.067        | 373            | 106                | 7         |

| Пол    | Укупно                    | Пољопривреда, лов и шумарство | Рибарство                            | Вађење руде и камена | Прерађивачка индустрија       |
| ------ | ------------------------- | ----------------------------- | ------------------------------------ | -------------------- | ----------------------------- |
| Мушки  | 834                       | 189                           | 13                                   | 1                    | 268                           |
| Женски | 539                       | 68                            | 6                                    | 0                    | 120                           |
| УКУПНО | 1.373                     | 257                           | 19                                   | 1                    | 388                           |
| Пол    | Производња и снабдевање   | Грађевинарство                | Трговина                             | Хотели и ресторани   | Саобраћај, складиштење и везе |
| Мушки  | 24                        | 57                            | 73                                   | 6                    | 92                            |
| Женски | 3                         | 6                             | 117                                  | 7                    | 30                            |
| УКУПНО | 27                        | 63                            | 190                                  | 13                   | 122                           |
| Пол    | Финансијско посредовање   | Некретнине                    | Државна управа и одбрана             | Образовање           | Здравствени и социјални рад   |
| Мушки  | 0                         | 31                            | 30                                   | 21                   | 12                            |
| Женски | 7                         | 19                            | 25                                   | 41                   | 72                            |
| УКУПНО | 7                         | 50                            | 55                                   | 62                   | 84                            |
| Пол    | Остале услужне активности | Приватна домаћинства          | Екстериторијалне организације и тела | Непознато            | Непознато                     |
| Мушки  | 11                        | 0                             | 0                                    | 6                    | 6                             |
| Женски | 10                        | 5                             | 0                                    | 3                    | 3                             |
| УКУПНО | 21                        | 5                             | 0                                    | 9                    | 9                             |